# Rolando Guzmán
Rolando Moisés Guzmán García es un Economista Dominicano que fue el Rector del Instituto Tecnológico de Santo Domingo, además de ser un importante consultor internacional y uno de los economistas de más aporte a la literatura económica de la República Dominicana.

## Formación
Rolando Guzmán es Licenciado en Economía de la Universidad Autónoma de Santo Domingo, posee un Doctorado en Economía  y una Maestría en Matemáticas puras por la Universidad de Illinois en Urbana-Champaign. Tiene también una Maestría en Economía cuantitativa en la Universidad Federal do Rio Grande do Sul (Porto Alegre–Brasil) y la Fundación Getulio Vargas (Río de Janeiro–Brasil).

## Trayectoria Profesional
Su trayectoria abarca la administración pública, gerencia privada, consultoría e investigación económica y social. Ha sido Director de Planificación Estratégica e Inteligencia de Mercado en el sector de Telecomunicaciones, Director de Investigación Económica de la Oficina Nacional de Planificación (ONAPLAN) y Asesor Económico del Secretariado Técnico de la Presidencia.
Como investigador, Guzmán ha prestado servicios de consultoría a diversos organismos nacionales e internacionales, como el Banco Mundial, Banco Interamericano de Desarrollo y Comisión Económica para América Latina y el Caribe. Una parte esencial de sus contribuciones se dirige al análisis del sector educativo dominicano y sus vínculos con el desarrollo económico, la competitividad internacional y la dinámica del mercado laboral. Además, sus trabajos se extienden a los temas de políticas macroeconómicas, innovación tecnológica y distribución del ingreso. Ha sido autor o coautor de más de diez libros y decenas de publicaciones nacionales e internacionales.

## Rector de INTEC
Rolando Guzmán fue el octavo Rector del Instituto Tecnológico de Santo Domingo (INTEC). Fue juramentado el 15 de septiembre de 2011 para su primera gestión, confirmado en 2014 para un segundo período y en 2017 para un tercer periodo que concluyó en 2020.

## Publicaciones

### Artículos
- Arias, Omar & Guzmán, Rolando. (2018). Growth and Equity in the Dominican Republic: The Role of the Market and the State in an Economy with Unequal Growing Prosperity. .
- Guzmán, Rolando & D. Kolstad, Charles. (2018). HYPOTHETICAL BIAS IN PRIVATE VALUE AUCTIONS WITH COSTLY INFORMATION ACQUISITION. .
- Artana, Daniel & Auguste, Sebastian & Luis Bour, Juan & Navajas, Fernando & Panadeiros, Monica & Guzman, Rolando. (2018). El gasto público en República Dominicana. .
- Guzmán, Rolando. (2018). The Demand for Immigrants in an Overlapping Generations Economy. .
- Fanelli, José & Guzmán, Rolando. (2008). Diagnóstico de crecimiento para República Dominicana. Inter-American Development Bank, Research Department, RES Working Papers. .
- D. Kolstad, Charles & Guzmán, Rolando. (2007). Researching Preferences, Valuation and Hypothetical Bias. Environmental & Resource Economics. 37. 465-487. 10.1007/s10640-006-9034-y.
- Lizardo, Magdalena & Guzmán, Rolando. (2003). Crecimiento económico, acumulación de factores y productividad en la República Dominicana. .
- Guzmán, Rolando & D. Kolstad, Charles. (1999). Auction Equilibrium with Costly Information Acquisition. .
- Magdalena Lizardo, Mercedes & Guzmán, Rolando. (1999). Niveles de escolaridad y sus factores determinantes : una cuantificación econométrica. Ciencia y Sociedad. 24. 164. 10.22206/cys.1999.v24i2.pp164-97.
- Ventura, Gustavo & Guzmán, Rolando. (1998). A Model of Experimentation with Information Externalities. Journal of Economic Dynamics and Control. 23. 9-34. 10.1016/S0165-1889(97)00110-3.
- Guzmán, Rolando. (1992). MOEDA E CRÉDITO NA ECONOMIA BRASILEIRA: UM MODELO COM VETORES DE CORREÇÃO DE ERROS. 10.[6]

### Libros
- Guzmán, Rolando M. (2020). El dilema económico de la democracia dominicana: Crecimiento, estabilidad y distribución